# Banda del Río Salí
Banda del Río Salí − miasto w Argentynie leżące w prowincji Tucumán, w departamencie Cruz Alta.
W roku 2001 miasto liczyło 64591 mieszkańców.
Miasto jest siedzibą klubu piłkarskiego Atlético Concepción.